# Voroneți kolostor

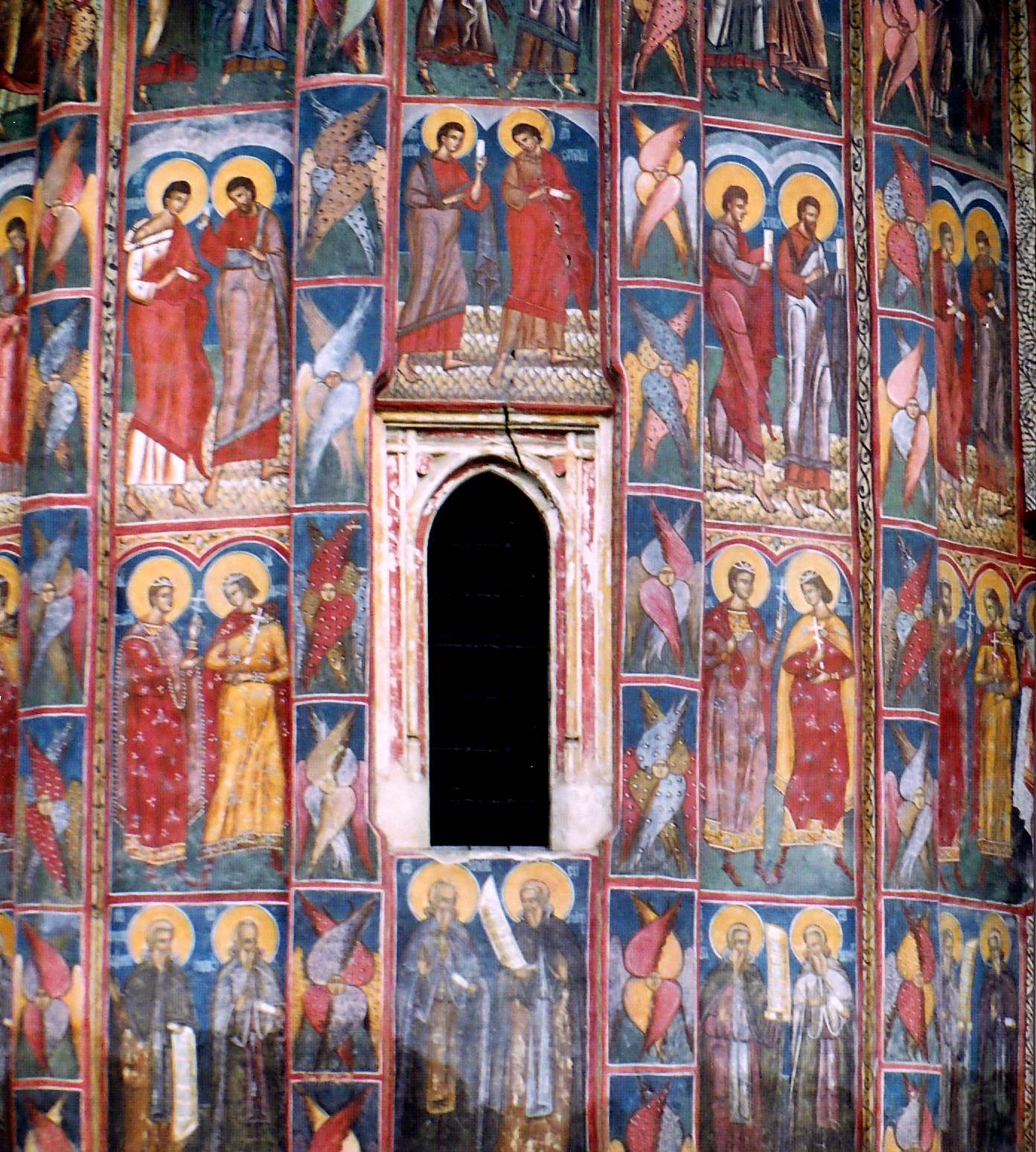
Külső falkép a templom keleti apszisáról

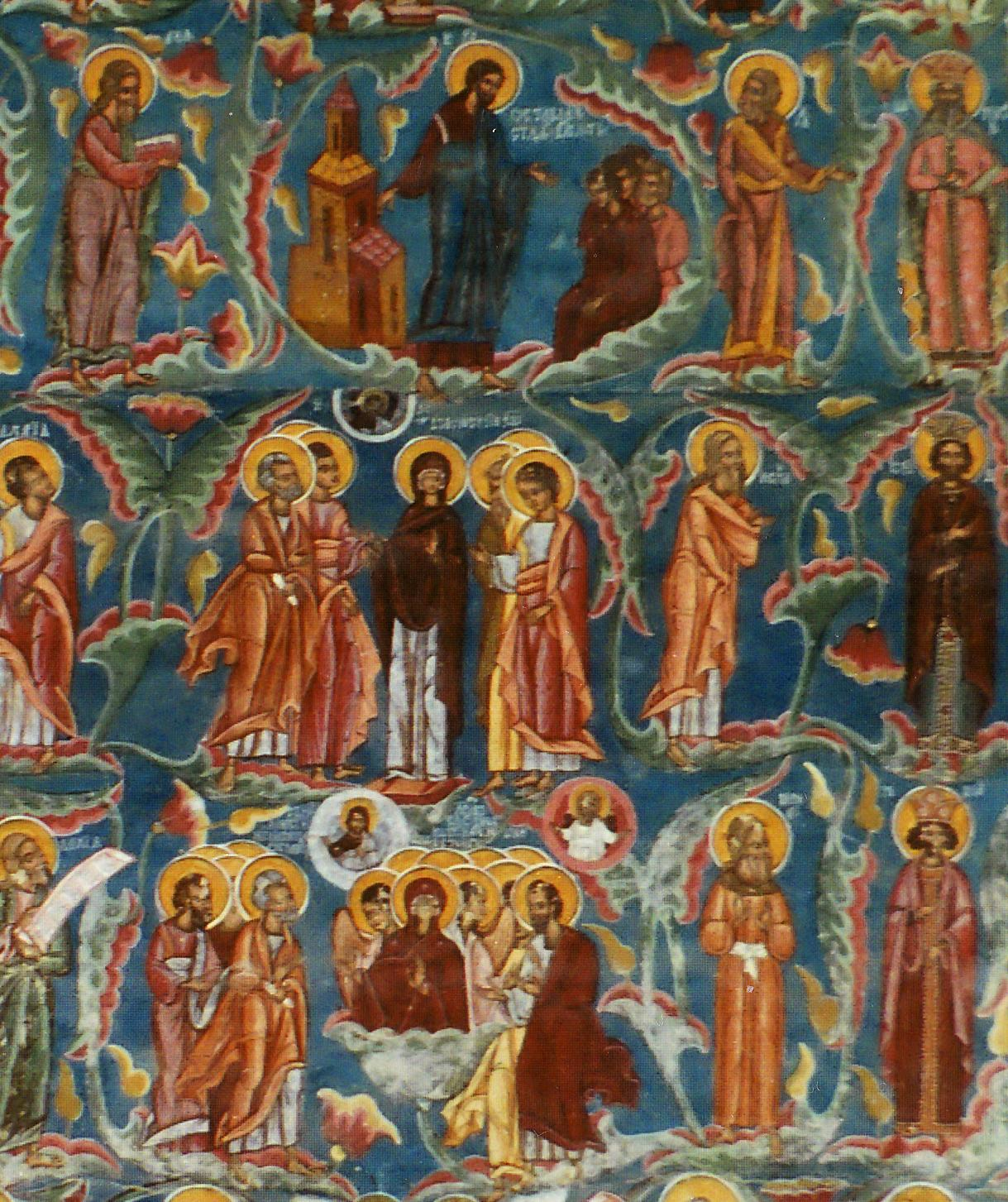
Jessze fája az északi falról

A voroneți kolostor Gura Humorului város mellett található, Románia északkeleti részén, egyike az Észak-Moldva templomai néven a világörökség listájára került hét templomnak. A települést először 1472-ben említik oklevelek. A hagyomány szerint Daniil (Dániel) remete fatemploma és a remetelak állott a falu mellett (ma ezeknek már nyoma sincs). A valamikor itt állott egykori nagy tekintélyű kolostornak, erődítésnek nagy része már szintén hiányzik. A területen régészeti feltárás és a templom műemléki helyreállítása 1963–65 között történt.
A Szent György-kolostortemplom (Biserica Sfântul Gheorghe a fostei mănăstiri Voroneț) Moldva fénykorának egyik legnevezetesebb történeti emléke. Ion Neculce (1672–1746) krónikájának adatközlése szerint ezt a szerzetestemplomot – amelyet talán a korábbi fatemplom helyén, 1488-ban alapítottak – Ștefan cel Mare fejedelem a törökökön aratott győzelem után hálából emeltette, Daniil remete korábbi jóslatára visszaemlékezve. Alapítási felirata a templom bejáratánál olvasható, ebből kitűnik, hogy építése alig néhány hónapig tartott. 
Az épület külső festése csak 1547-ben, a bejárati előcsarnok hozzáépítésével egyidőben készült el. Ezek a munkálatok a kolostor második alapítójának tekintett Mitropul Grigore Roșca metropolita (Petru Rareș fejedelem unokaöccse) támogatásával folytak. Hálából a templomban Daniil remete sírja mellett az ő halotti kultuszának is teret engedtek.
A templom 29,5 x 7,7 méteres. Az 1488-beli térrendszere a mainál egyszerűbb volt. Az egy évvel korábban alapított Pătrăuți Szent Kereszt-templommal rokon módon, csegelyes-kupolás előtéren (a jelenlegi pronaosz) át lehetett az athoszi alapelvű, alul három karéllyal kiegészülő naosz-részbe jutni. Efölött kétszintes, egymáshoz képest 45 fokkal elforgatott csegelytámaszokon emelkedett a kívülről toronyköpenybe foglalt kupola. 1547-ben ezt a térsort a nyugati oldalon egy főtengelyre merőleges és harántdongával fedett előtérrel egészítették ki.
Még mindig vita folyik arról, hogy a belső falfestés már az első építési periódusban elkészült-e. Kétségtelen ugyanis hogy ezek képkompozíciós rendszere a bizánci hagyományok erőteljes tiszteletére vall. A főhajó liturgikus súlypontjában – a kupola kozmikus magasságában – a Mindenség ura, Krisztus Pantokrátor ábrázolása látható. E mennyei szférából az újtestamentumi jelenetek: Jézus életének eseményei, vagyis a megváltás gondolatköre vezet át az alsó szintre, a mindennapi földi élet színpadára. A pronaosz festményein az Istenszülő tisztelete sugárzik át. Az előtér dongaboltozatát – vöröses színű keretezéssel – az egyházi kalendárium szinte miniatúra-szerű jelenetei töltik ki. 
A templomfalak külső falfestésének összhatása kifejezetten pittoreszk, az építmény összhatásában alapvetően meghatározó jelentőségű. Keleten, a szentély-záródás tengelyére szervezett vakárkádok mezőiben – egymás felett hat sorban – helyezkedik el a CIN, a mennyei és földi hierarchia. Az északi oldal falfelületein az erények paradicsomba vezető küzdelmes utat szimbolizáló Mennyei létra látható, ábrái az időjárás viszontagságai miatt ma már erősen megviseltek. A déli falszakaszokon ábrázolt „Jessze Fája” (Jézus Nemzetségfája) lenyűgöző szépségű. Ugyanilyen hatást keltenek a megmaradt nyugati homlokzaton ábrázolt utolsó ítélet víziójának jelenetei. Ez a kolostortemplom leghíresebb freskója, amely a teljes nyugati falat borítja. A jelenetek ábrázolásánál a környékbeli művészek a bizánci stílust saját moldvai világukhoz igazították: a mennybe készülő lelkek moldvai kendőket, a kárhozatra jutók török turbánokat viselnek, a feltámadást pedig a havasi kürt (románul bucium) hangja jelzi.
Korunk művészettörténészei jogosan feltételezik, hogy ezeknek a falfestményeknek ismeretlen mestere széles kultúrájú és önálló gondolatait bátran kifejező, nagy művészegyéniség volt. A falfestményeken található a világhírű és mindmáig sikertelen anyagelőállítási kísérletnek bizonyuló „voroneți kék” szín alkalmazása.